# Mezloug
Mezloug là một đô thị thuộc tỉnh Sétif, Algérie. Dân số thời điểm năm 2002 là 13.373 người.